# Barrinea austrina
Barrinea austrina är en tvåvingeart som beskrevs av Donald Henry Colless 1994. Barrinea austrina ingår i släktet Barrinea, och familjen gråsuggeflugor. Inga underarter finns listade i Catalogue of Life.